# Campeonato Europeo Femenino Sub-17 de la UEFA 2023
El Campeonato Europeo Femenino Sub-17 de la UEFA 2023 (también conocido como Eurocopa Femenina Sub-17 2023) fue la decimocuarta edición del Campeonato Europeo Femenino Sub-17 de la UEFA, el campeonato internacional anual de fútbol juvenil organizado por la UEFA para las selecciones nacionales femeninas sub-17. Estonia albergó el torneo final con un total de ocho equipos.

## Clasificación
El Comité Ejecutivo de la UEFA aprobó el 18 de junio de 2020 un nuevo formato de clasificación para el Campeonato Femenino Sub-17 y Sub-19 a partir de 2022. La competición de clasificación se jugará en dos rondas, con equipos divididos en dos ligas, con ascenso y descenso entre ligas después de cada ronda similar a la Liga de las Naciones de la UEFA.
Un total de 48 (de 55) naciones de la UEFA participaron en la competición de clasificación, y la anfitriona Estonia también competía a pesar de que ya se clasificó automáticamente. Otros siete equipos se clasificaron para la fase final del torneo al final de la ronda 2 para unirse a la anfitriona. El sorteo de la ronda 1 se llevó a cabo el 31 de mayo de 2022, en la sede de la UEFA en Nyon, Suiza.

## Equipos clasificados
Los siguientes equipos se clasificaron para el torneo final.
| Equipo     | Método de clasificación | Apariciones | Última aparición | Mejor rendimiento previo                               |
| ---------- | ----------------------- | ----------- | ---------------- | ------------------------------------------------------ |
| Estonia    | Anfitrión               | 1º          | —                | Debut                                                  |
| Polonia    | Ganador Grupo A1        | 3º          | 2018             | Campeón 2013                                           |
| Inglaterra | Ganador Grupo A2        | 8º          | 2019             | Tercer puesto 2016                                     |
| Alemania   | Ganador Grupo A3        | 13º         | 2022             | Campeón 2008, 2009, 2012, 2014, 2016, 2017, 2019, 2022 |
| Suiza      | Ganador Grupo A4        | 3º          | 2015             | Subcampeón 2015                                        |
| Francia    | Ganador Grupo A5        | 9º          | 2022             | Subcampeón 2011, 2012                                  |
| España     | Ganador Grupo A6        | 12º         | 2022             | Campeón 2010, 2011, 2015, 2018                         |
| Suecia     | Ganador Grupo A7        | 2º          | 2013             | Fase de grupos 2013                                    |

## Sedes
| Tallin           | Tallin            | Tallin Tartu Võru |
| ---------------- | ----------------- | ----------------- |
| Estadio Kadriorg | Estadio Lilleküla | Tallin Tartu Võru |
| Capacidad: 5.500 | Capacidad: 14.336 | Tallin Tartu Võru |
|                  |                   | Tallin Tartu Võru |
| Tartu            | Võru              | Tallin Tartu Võru |
| Estadio Tamme    | Estadio Võru      | Tallin Tartu Võru |
| Capacidad: 1.638 | Capacidad: 1.600  | Tallin Tartu Võru |
|                  |                   | Tallin Tartu Võru |

## Sorteo
El sorteo final se llevó a cabo el 13 de abril de 2023 a las 09:00 CET en el Estadio Lilleküla de Tallin, Estonia.
Todos los horarios son locales, EEST ( UTC+3 ).

### Grupo A
| Equipo   | Pts | PJ | PG | PE | PP | GF | GC | Dif |
| -------- | --- | -- | -- | -- | -- | -- | -- | --- |
| España   | 9   | 3  | 3  | 0  | 0  | 11 | 0  | +11 |
| Suiza    | 6   | 3  | 2  | 0  | 1  | 6  | 4  | +2  |
| Alemania | 3   | 3  | 1  | 0  | 2  | 6  | 4  | +2  |
| Estonia  | 0   | 3  | 0  | 0  | 3  | 0  | 15 | -15 |

| 14 de mayo de 2023 | Alemania | 0:2 (0:1) | España          | Estadio Kadriorg, Tallin, Estonia |                        |
| 13:00 (EEST)       |          | Reporte   | - 1', 58' López | Árbitra: Minka Vekkeli            | Árbitra: Minka Vekkeli |

| 14 de mayo de 2023 | Estonia | 0:4 (0:1) | Suiza                                                       | Estadio Lilleküla, Tallin, Estonia |                         |
| 19:00 (EEST)       |         | Reporte   | - 39' L. Egli - 60' Pfister - 77' Klingenstein - 89' Widmer | Árbitra: Emanuela Rusta            | Árbitra: Emanuela Rusta |

| 17 de mayo de 2023 | Estonia | 0:5 (0:3) | Alemania                                                                          | Estadio Kadriorg, Tallin, Estonia |                          |
| 17:00 (EEST)       |         | Reporte   | - 6' Merino Gonzalez - 39' Portella - 45' Walheim - 83' Boboy - 88' (pen.) Scholz | Árbitra: Anahí Fernández          | Árbitra: Anahí Fernández |

| 17 de mayo de 2023 | España                 | 3:0 (3:0) | Suiza | Estadio Lilleküla, Tallin, Estonia |                          |
| 19:00 (EEST)       | - Redondo 7', 10', 45' | Reporte   |       | Árbitra: Deborah Bianchi           | Árbitra: Deborah Bianchi |

| 20 de mayo de 2023 | España                                                              | 6:0 (2:0) | Estonia | Estadio Lilleküla, Tallin, Estonia |                              |
| 17:00 (EEST)       | - García 9', 41', 89' - Cubo 48' - Vázquez 63' - Cerrato 79' (pen.) | Reporte   |         | Árbitra: Ana Maria Terteleac       | Árbitra: Ana Maria Terteleac |

| 20 de mayo de 2023 | Suiza                          | 2:1 (1:0) | Alemania              | Estadio Kadriorg, Tallin, Estonia |                             |
| 17:00 (EEST)       | - Beney 37' - Ivelj 71' (pen.) | Reporte   | - 60' Merino Gonzalez | Árbitra: Kristina Georgieva       | Árbitra: Kristina Georgieva |

### Grupo B
| Equipo     | Pts | PJ | PG | PE | PP | GF | GC | Dif |
| ---------- | --- | -- | -- | -- | -- | -- | -- | --- |
| Francia    | 7   | 3  | 2  | 1  | 0  | 7  | 1  | +6  |
| Inglaterra | 7   | 3  | 2  | 1  | 0  | 6  | 3  | +3  |
| Polonia    | 3   | 3  | 1  | 0  | 2  | 7  | 5  | +2  |
| Suecia     | 0   | 3  | 0  | 0  | 3  | 1  | 12 | -11 |

| 14 de mayo de 2023 | Inglaterra         | 2:1 (2:0) | Polonia           | Estadio Võru, Võru, Estonia |                             |
| 13:00 (EEST)       | - Agyemang 4', 22' | Reporte   | - 90+2' Kuprowską | Árbitra: Kristina Georgieva | Árbitra: Kristina Georgieva |

| 14 de mayo de 2023 | Suecia | 0:3 (0:0) | Francia                                  | Estadio Tamme, Tartu, Estonia |                          |
| 17:00 (EEST)       |        | Reporte   | - 53' Joseph - 73' Autin - 75' Effa Effa | Árbitra: Anahí Fernández      | Árbitra: Anahí Fernández |

| 17 de mayo de 2023 | Polonia | 0:3 (0:1) | Francia                                      | Estadio Võru, Võru, Estonia  |                              |
| 13:00 (EEST)       |         | Reporte   | - 37' Joseph - 70' N. Traore - 84' Ma. Mendy | Árbitra: Ana Maria Terteleac | Árbitra: Ana Maria Terteleac |

| 17 de mayo de 2023 | Suecia            | 1:3 (1:3) | Inglaterra                      | Estadio Tamme, Tartu, Estonia |                         |
| 19:00 (EEST)       | - Reid 26' (a.g.) | Reporte   | - 12', 49' Agyemang - 72' Baker | Árbitra: Emanuela Rusta       | Árbitra: Emanuela Rusta |

| 20 de mayo de 2023 | Polonia                                                                  | 6:0 (2:0) | Suecia | Estadio Tamme, Tartu, Estonia |                          |
| 13:00 (EEST)       | - Grzywińska 19', 55', 74' - Jagodzińska 44' - Witek 49' - Witkowska 68' | Reporte   |        | Árbitra: Deborah Bianchi      | Árbitra: Deborah Bianchi |

| 20 de mayo de 2023 | Francia         | 1:1 (0:1) | Inglaterra | Estadio Võru, Võru, Estonia |                        |
| 13:00 (EEST)       | - Effa Effa 76' | Reporte   | - 44' Ward | Árbitra: Minka Vekkeli      | Árbitra: Minka Vekkeli |

## Fase final
|  | Semifinales        | Semifinales |                    |    | Final | Final |
|  |                    |             |                    |    |       |       |
|  | 23 de mayo de 2023 |             |                    |    |       |       |
|  |                    |             |                    |    |       |       |
|  | España             | 3           |                    |    |       |       |
|  | España             | 3           | 26 de mayo de 2023 |    |       |       |
|  | Inglaterra         | 1           |                    |    |       |       |
|  | Inglaterra         | 1           | España             | 2  |       |       |
|  | 23 de mayo de 2023 |             | España             | 2  |       |       |
|  |                    | Francia     | 3                  |    |       |       |
|  | Francia            | Francia     | 3                  | 10 |       |       |
|  | Francia            |             |                    | 10 |       |       |
|  | Suiza              | 2           |                    |    |       |       |
|  | Suiza              | 2           |                    |    |       |       |

### Semifinales
| 23 de mayo de 2023 | Francia | 10:2 (4:1) | Suiza                          | Estadio Kadriorg, Tallin, Estonia |                          |
| 17:00 (EEST)       | - Ma. Mendy 13', 16', 76' - N. Traore 38' - Joseph 40' - Rambaud 56', 86' - Effa Effa 60', 78' - Graziani 83' | Reporte    | - 44' Beney - 63' Klingenstein | Árbitra: Anahí Fernández          | Árbitra: Anahí Fernández |

| 23 de mayo de 2023 | España                                    | 3:1 (1:0) | Inglaterra | Estadio Lilleküla, Tallin, Estonia |                          |
| 19:00 (EEST)       | - López 5' - Gómez 88' - Comendador 90+1' | Reporte   | - 55' Reid | Árbitra: Deborah Bianchi           | Árbitra: Deborah Bianchi |

### Final
| 26 de mayo de 2023 | España           | 2:3 (0:0) | Francia                                  | Estadio Lilleküla, Tallin, Estonia |                        |
| 19:00 (EEST)       | - López 79', 80' | Reporte   | - 64', 74' Joseph - 78' (pen.) Ma. Mendy | Árbitra: Minka Vekkeli             | Árbitra: Minka Vekkeli |

|                             |
| Bandera de Francia          |
| Campeón Francia 1.er título |